# Matheus Brasília
Matheus Gonçalves Silva (Brasília, 1 de abril de 1997) é um voleibolista brasileiro atuante na posição de levantador, com marca de alcance de 312 cm no ataque e 290 cm no bloqueio. Serviu a Seleção Brasileira na categoria de base e conquistou o título da Copa Pan-Americana de 2017 e vice-campeonato do Campeonato Sul-Americano Sub-21 de 2016 na Argentina.

## Carreira
Ele iniciou na modalidade aos 10 anos de idade no projeto social “Amigos do Vôlei”, a capital federal, em 2007, e foi ao lado de sua irmã, incentivados por seus pais,  ainda praticava por hobbie, mas, chamava atenção nas competições, e o projeto acabou  o levou  um núcleo que os atletas que participavam de campeonatos de vôlei na capital. Já com 14 anos, teve sua primeira convocação para a seleção de Brasília, estreando em campeonatos nacionais, ou seja,  o Campeonato Brasileiro de Seleções Estaduais, atuou no Upis/Brasília.
Em 2013, após disputar um campeonato em São Leopoldo, foi convidado para jogar no Esporte Clube Pinheiros e recusou inicialmente, temendo a distância da família e amigos, eu só tinha 15 anos,  após conversar com o técnico Douglas,  deixou sua cidade e aceitou o convite, e  começou a vislumbrar uma carreira profissional. No mesmo ano, foi campeão Paulista infantil, no ano seguinte, campeão Paulista Infanto, e como a equipe na época não tinha a categoria de base Sub-21, transferindo-se para o São Bernardo Vôlei, neste nas categorias de base foi campeão Sub-19, também foi inscrito para disputar a Superliga Brasileira A 2016-17 e finalizou na décima primeira posição.
Depois de começar a jogar na categoria de base do São Bernardo, recebeu sua primeira convocação para a Seleção Brasileira Infanto. Em seguida, para a Seleção Brasileira Juvenil Sub-21, que foi quando teve a oportunidade de disputar o Campeonato Sul-Americano Sub-21, foi vice-campeão no , sendo premiado como melhor líbero da competição.
Em 2017,  atuando como capitão do elenco da seleção brasileira juvenil, sob o comando do técnico Nery Tambeiro Jr., em preparação para a disputa da edição da Copa Pan-Americana Juvenil sediada em Fort McMurray no Canadá e sagrou-se campeão e pela seleção juvenil disputou a edição do Campeonato Mundial Juvenil de 2017, sediado nas cidades de Brno e České Budějovice, República Tcheca, alcançando o quarto lugar
Na temporada 2017-18 foi contratado pelo Copel Telecom/Maringá Vôlei. Na temporada de 2018-19 atuou pelo São Judas Vôlei.
Em 2019, foi convocado para seleção brasileira militar para disputar os Jogos Mundiais Miliares de Wuhan Na jornada 2019-20 foi contratado pelo SESI-SP conquistou o título da segunda edição da Copa Libertadores após derrotar o argentino Bolívar Vóley por 3 sets a 0. e terceiro lugar no Campeonato Paulista de 2019 e vice-campeão da Copa Brasil de 2020.
No período de 2020-21 foi contratado pelo Azulim/Gabarito/Uberlândia terminando em terceiro lugar no Campeonato Mineiro de 2020. Retornou ao SESI-SP e terminou em quarto lugar no Campeonato Paulista de 2021 e conduziu o time ao bronze na Superliga Brasileira A 2021-22. Em 2022, foi convocado para seleção brasileira principal pelo técnico Renan Dal Zotto e disputou a Liga das Nações. No período esportivo de 2022-23 reforça o Farma Conde/São José e conquista o vice-campeonato da Copa Brasil de 2023.

## Títulos e resultados
- Copa Libertadores de 2020
- Superliga Brasileira A 2021-22
- Copa Brasil 2023
- Copa Brasil 2020
- Campeonato Paulista de 2019
- Campeonato Paulista de 2021

## Premiações individuais
- Melhor Levantador da Superliga Brasileira A de 2022-23
- Melhor levantador da Copa Pan-Americana de 2023
- Melhor levantador dos Jogos Pan-Americanos de 2023
- Melhor Levantador do Campeonato Mundial de Clubes de 2024
- Melhor Levantador do Campeonato Sul-Americano de Clubes de 2025